# Wojciech Jachimowicz
Wojciech Jachimowicz (ur. 1956) – regionalista, publicysta, redaktor naczelny „Merkuriusza Regionalnego” wydawanego w Nowej Soli.

## Życiorys
Sygnatariusz Karty Regionalizmu Polskiego – Wrocław 1994. W 1997 r. utworzył prywatne Muzeum Instrumentów Muzycznych w Szybie. Redaktor naczelny i wydawca kwartalnika Merkuriusz Regionalny od 2007 roku. Od 2012 do końca 2014 pełnił funkcję redaktora naczelnego półrocznika (nr 1–4) „Dziedzictwo Kresowe” wydawanego przez Towarzystwo Rodu Plewako w Warszawie.
W czerwcu 2016 został powołany przez Ministra Rodziny, Pracy i Polityki Społecznej Elżbietę Rafalską na członka Rada Działalności Pożytku Publicznego V kadencji. Był członkiem zespołu do spraw reformy systemu horyzontalnego finansowania rozwoju społeczeństwa obywatelskiego w Kancelarii Prezesa Rady Ministrów. W 2018 przewodniczący Komitetu do spraw Pożytku Publicznego Piotr Gliński powołał go na przewodniczącego Rady Narodowego Instytutu Wolności – Centrum Rozwoju Społeczeństwa Obywatelskiego. Został także współprzewodniczącym ze strony pozarządowej Rady Działalności Pożytku Publicznego VI kadencji. W 2019, jako przedstawiciel RDPP, został powołany w skład Rady Dialogu z Młodym Pokoleniem.

## Książki
- Wojciech Jachimowicz, Zapach lipy i inne opowiadania, Nowa Sól-Szyba: Wydawnictwo Ryzalit, 2016, ISBN 978-83-928181-6-8, OCLC 947167717 [dostęp 2019-09-15] (pol.). Brak numerów stron w książce
- Wojciech Jachimowicz, Andrzej Kruszewski, Zbiory muzyczne dworu w Szybie, Nowa Sól; Szyba: Wydawnictwo Ryzalit, 2011, ISBN 978-83-928181-5-1, OCLC 803857491 [dostęp 2019-09-15] (pol.). Brak numerów stron w książce
- Wojciech Jachimowicz, Zimowe pejzaże wiejskie dorobek Zimowego Pleneru Fotograficznego zorganizowanego 22 stycznia 2011 roku w Dworze w Szybie, Nowa Sól: Wydawnictwo Ryzalit, 2011, ISBN 978-83-928181-2-0, OCLC 750636841 [dostęp 2019-09-15] (pol.). Brak numerów stron w książce
- Wojciech Jachimowicz (red.), Budowle drewniane, szachulcowe i kamienne w mojej okolicy, Nowa Sól-Szyba: Wydawnictwo Ryzalit, 2011, ISBN 978-83-928181-3-7, OCLC 804060791 [dostęp 2019-09-15] (pol.). Brak numerów stron w książce
- Wojciech Jachimowicz, XX plener malarski i fotograficzny piękno Wzgórz Dalkowskich, Dwór w Szybie, 5 czerwca 2009 roku, Nowa Sól: Wydawnictwo Ryzali, 2010, ISBN 978-83-928181-4-4, OCLC 750643173 [dostęp 2019-09-15] (pol.). Brak numerów stron w książce
- Wojciech Jachimowicz, Organy piszczałkowe w kościele pw. WNMP w Szprotawie, Nowa Sól: Wydawnictwo Ryzalit, 2010, ISBN 978-83-928181-8-2, OCLC 750571533 [dostęp 2019-09-15] (pol.). Brak numerów stron w książce
- Wojciech Jachimowicz, XXIII Plener Malarski i Fotograficzny krajobraz i architektura Wzgórz Dalkowskich, 750-lecie Szprotawy: katalog prac, Dwór w Szybie, 19 czerwca 2010 roku, Nowa Sól: Wydawnictwo Ryzalit, 2010, OCLC 751163433 [dostęp 2019-09-15] (pol.). Brak numerów stron w książce
- Wojciech Jachimowicz, Legendy Wzgórz Dalkowskich, Alicja Jachimowicz (ilustr.), Zielona Góra: Wydawnictwo Majus, 2007, OCLC 751420397 [dostęp 2019-09-15] (pol.). Brak numerów stron w książce
- Adam Ruszczyński, Wojciech Jachimowicz (red.), I Zjazd Prasy Lokalnej Województwa Lubuskiego: Nowa Sól, 7 kwietnia 2000 r. Iwona Rynkiewicz, Krzysztof Kokosiński (oprac.), Nowa Sól: Urząd Miejski, 2000, ISBN 978-83-913933-0-7, OCLC 749437302 [dostęp 2019-09-15] (pol.). Brak numerów stron w książce